# Johann Georg Duttlinger

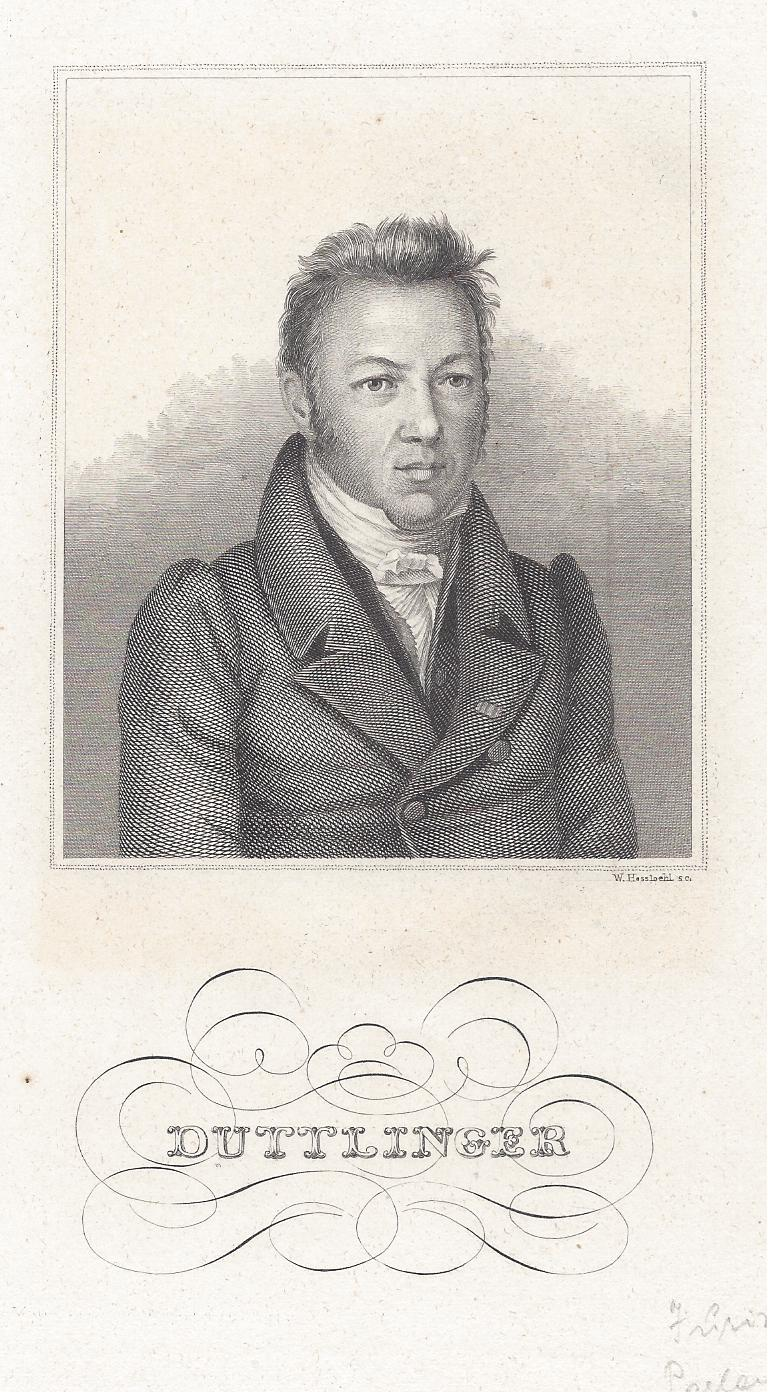
Johann Georg Duttlinger, Stahlstich von W. Hessloehl (um 1840)

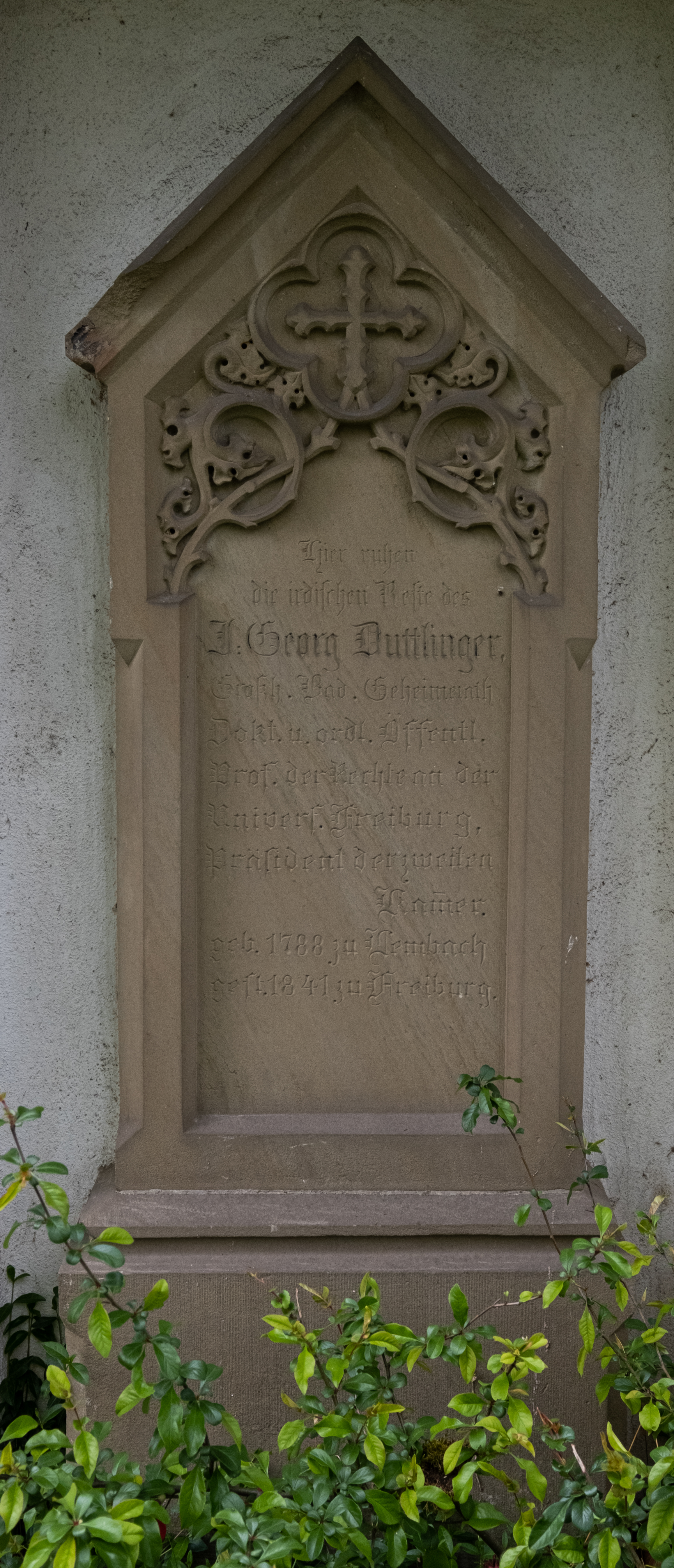
Grabstein auf dem Alten Friedhof in Freiburg

Johann Georg Duttlinger (* 13. April 1788 in Lembach; † 24. August 1841 in Freiburg im Breisgau; katholisch) war ein badischer Jurist und liberaler Politiker. Er war ordentlicher Professor der Rechtswissenschaft und Präsident der Zweiten Kammer der Badischen Ständeversammlung.

## Leben
Duttlinger entstammte der Familie eines Landwirts in Lembach und studierte nach dem Besuch der Klosterschule in St. Blasien Rechtswissenschaften an den Universitäten in Freiburg und Heidelberg. In Besançon erwarb er sich praktische Kenntnisse im französischen Recht. Er promovierte zum Dr. iur. und trat nach dem Staatsexamen 1812 als Rechtspraktikant in Emmendingen in den badischen Staatsdienst. 1815 wurde er Hofgerichtsadvokat in Meersburg. 1817 kam er als Privatdozent nach Freiburg und wurde dort 1818 außerordentlicher Professor für Privat- und Wechselrecht. 1819 zum ordentlichen Professor ernannt, erhielt er 1821 den Titel eines Hofrats, 1828 eines Geheimen Hofrats und 1831 eines Geheimen Rats zweiter Klasse.
Von 1819 bis 1823 gehörte Duttlinger für den Amtswahlkreis 6 (Tiengen, Jestetten, St. Blasien, Waldshut) der Zweiten Kammer der Badischen Ständeversammlung an. Von 1825 bis 1828 besaß er ein Abgeordnetenmandat für den Amtswahlkreis 4 (Blumberg, Stühlingen, Bonndorf, Löffingen, Neustadt) und danach von 1831 bis 1841 für den Amtswahlkreis 13 (Freiburg (I), St. Peter). Seiner politischen Orientierung nach zählte Duttlinger am Anfang seiner Abgeordnetentätigkeit zu den Oppositionellen. Er brachte Anträge zur Verminderung der Salzsteuer ein, engagierte sich für die Frauenemanzipation und pochte auf Ministerverantwortlichkeit. Päpstlichen Ansprüchen auf Mitsprache trat Duttlinger scharf entgegen und verteidigte die Rechte des Großherzogs auch in kirchlichen Angelegenheiten. Im gouvernementalen Landtag von 1825 zeigte er sich als Verfechter eines unbeugsamen Liberalismus. Später tendierte er jedoch mehr zur politischen Mitte. Er wurde von der Regierung zum Mitglied der Gesetzgebungskommission berufen und hatte wesentlichen Anteil an den Entwürfen der Zivilprozessordnung, der Strafprozessordnung und des Strafgesetzbuches (1830–39). 1822 und 1828 bis 1840 war Duttlinger Vizepräsident und schließlich 1841 Präsident der Zweiten Kammer.

## Familie
Duttlinger war verheiratet mit der Witwe von Schallberg, geb. Wetzel und hatte mit ihr eine Tochter, welche den späteren Oberhofgerichtsrat Sell heiratete.

## Ehrungen
- 1828 Ritterkreuz des Ordens vom Zähringer Löwen

## Veröffentlichungen
Zusammen mit v. Weiler und v. Kettenacker war Duttlinger Herausgeber der Reihe Archiv für die Rechtspflege und Gesetzgebung in Baden.
Darin veröffentlichte er Aufsätze wie etwa
- Ueber den Indicienbeweis in Strafsachen und
- Das qualificirte Geständniß in Civilsachen